# Joachim Czichon

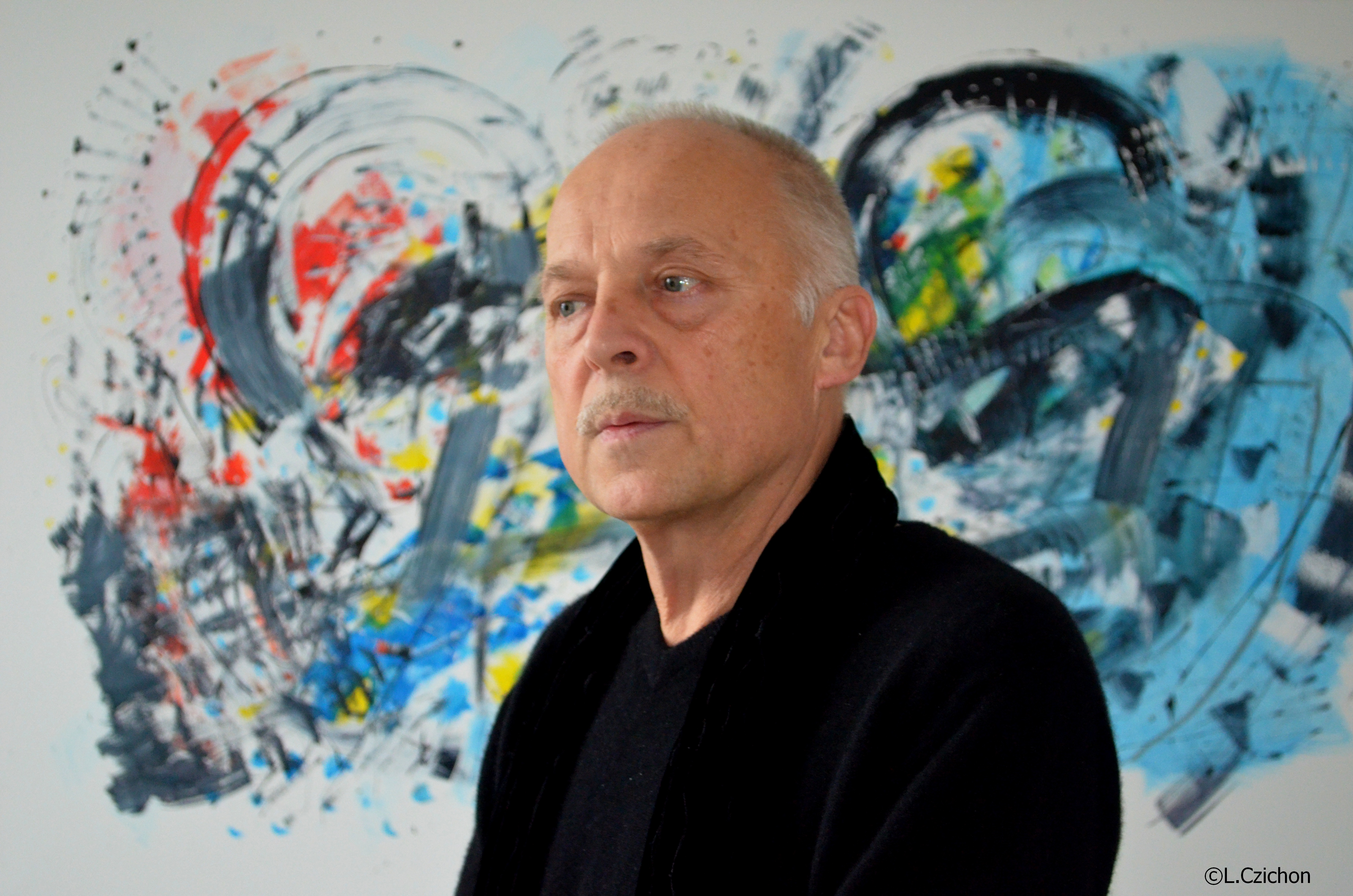
Joachim Czichon

Joachim Czichon (* 1952 in Pokój, Polen) ist ein deutscher Maler und Bildhauer.

## Leben

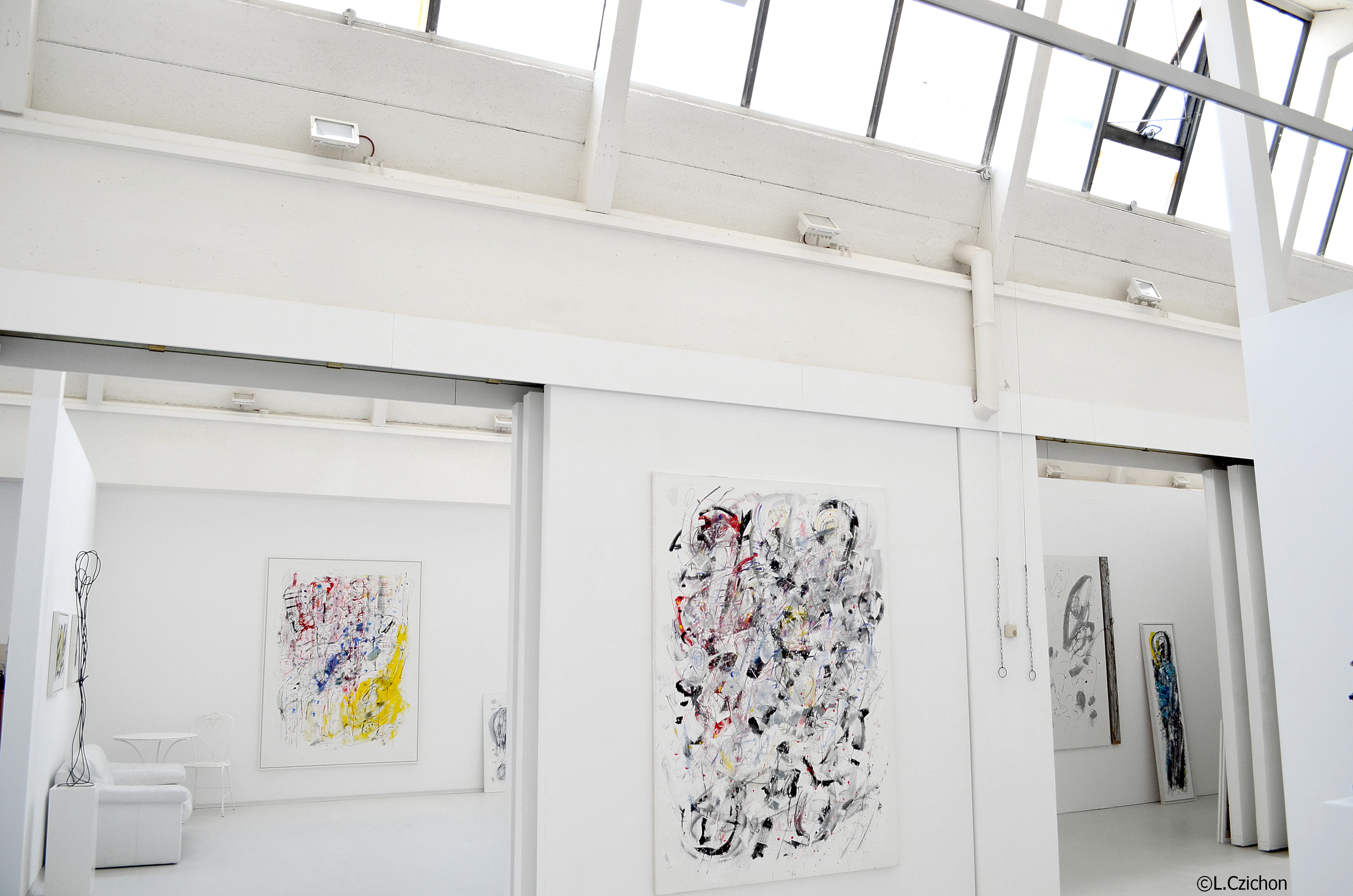
Atelier

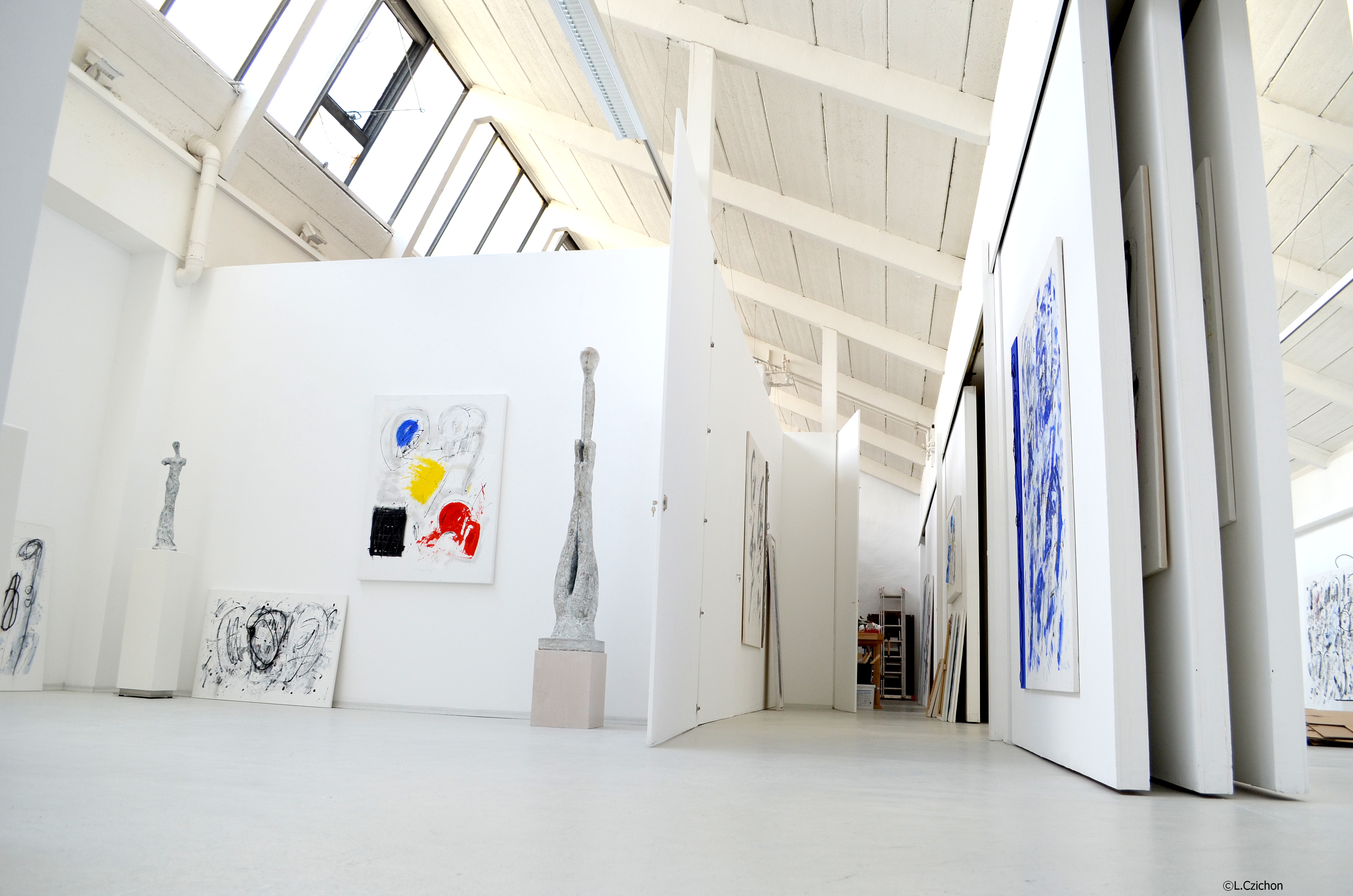
Atelier

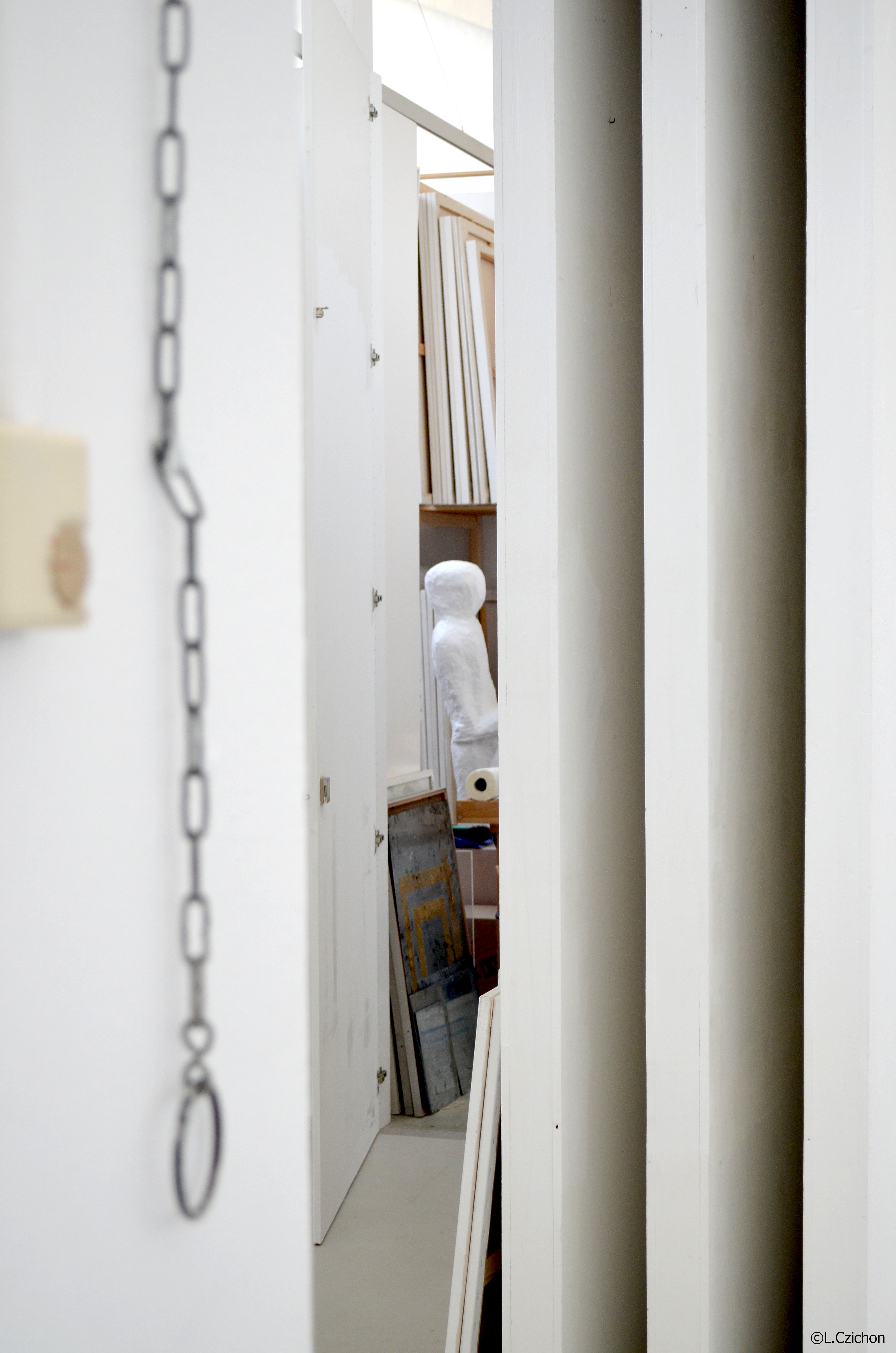
Workspace

- 1952 in Carlsruhe, Kreis Oppeln O.S./ heute Pokój (Polen), geboren
- 1959 Übersiedlung in die BRD
- 1972 Abitur am Schiller-Gymnasium, Offenburg
- 1973 bis 1978 Studium an der Staatlichen Akademie der Bildenden Künste in Karlsruhe bei Herbert Kitzel. 1. Staatsexamen, danach Zivildienst. Seither freiberuflich tätig.
- ab 1976 folgt eine regelmäßige Ausstellungstätigkeit in Einzel- und Gruppenausstellungen im In- und Ausland[1]
- 1981 Stipendium der Kunststiftung Baden-Württemberg
- 1991 Franz-Joseph-Spiegler-Preis der Galerie Schrade, Schloss Mochental
- 1996 Förderpreis des Lovis-Corinth-Preises der Künstlergilde

Joachim Czichon ist Mitglied im Künstlerbund Baden-Württemberg und Mitglied im Deutschen Künstlerbund. Seit 2017 lebt und arbeitet er in einem 500 m² großen Atelier in Knittlingen/Enzkreis.

## Einzelausstellungen (Auswahl)

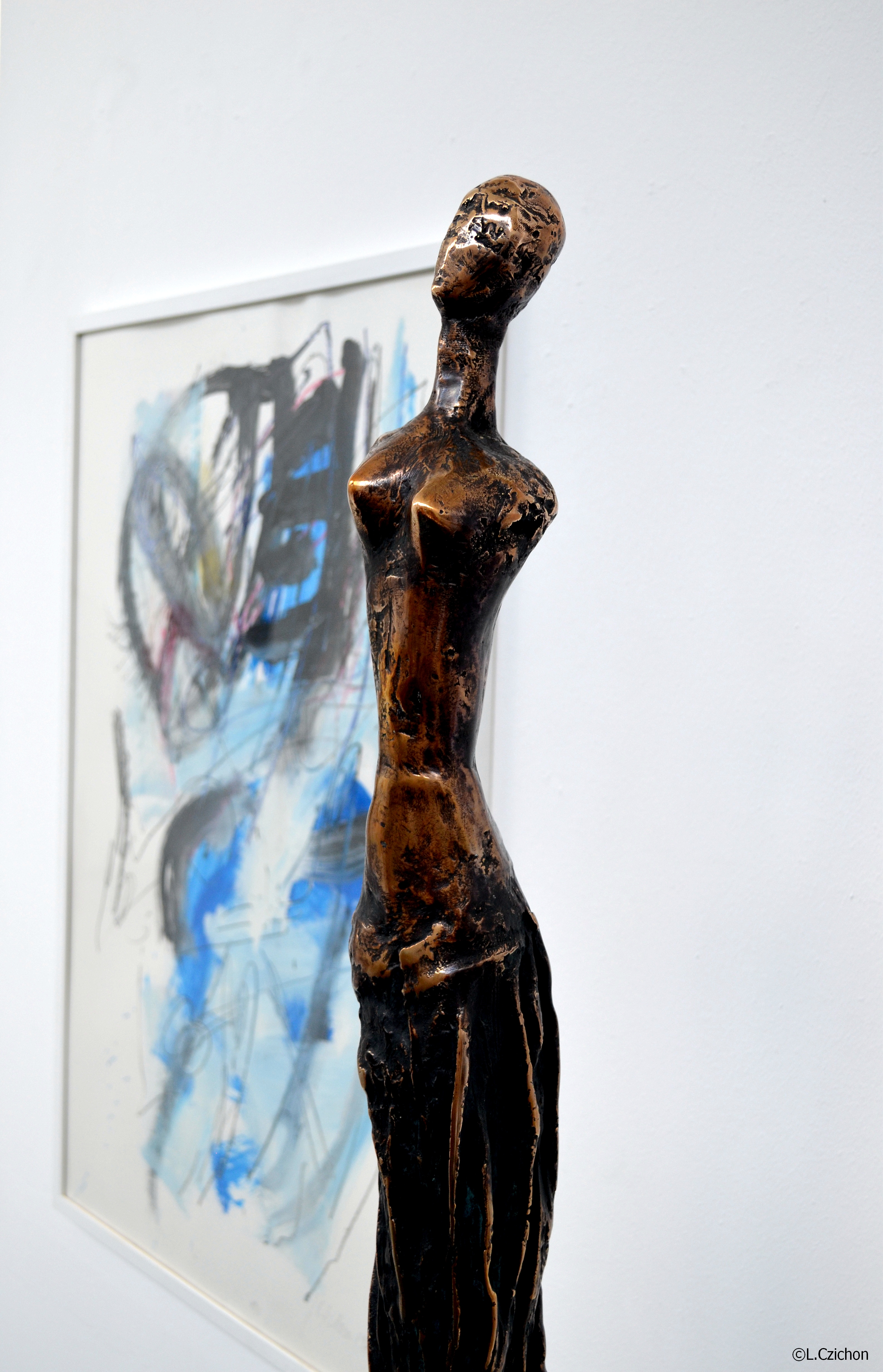
Bronze Detail

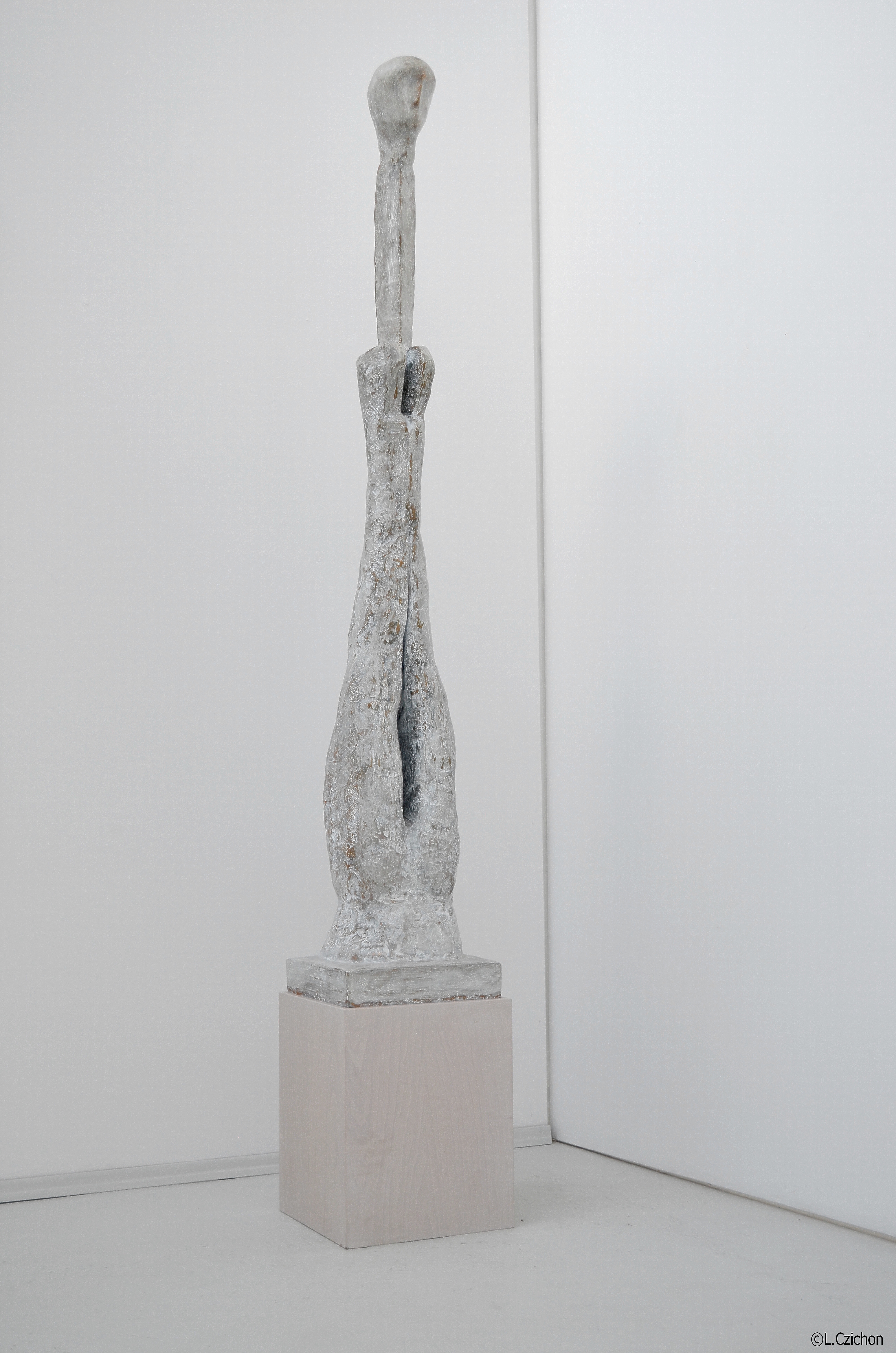
Bronze

- 1976: Galerie Schillerstraße, Karlsruhe
- 1977: Galerie Schillerstraße, Karlsruhe
- 1979:
  - Kunstzentrum No. 66, Engelhornstiftung, München[2]
  - Galerie Landesgirokasse, Stuttgart
- 1980:
  - Galerie am Main, Würzburg
  - Galerie Brambach, ART 11 '80, Basel/Schweiz
  - Galerie Atelier Hilbur, Karlsruhe
- 1981: Galerie Jossevel, Zürich/Schweiz
- 1982:
  - Haus der Kunststiftung, Stuttgart
  - Kunstverein Rastatt
  - Galerie Jossevel, Köln
  - Galerie Landesgirokasse, Stuttgart
- 1983:
  - Kunstverein Ludwigsburg
  - Galerie Brambach, Basel/Schweiz
  - Galerie Rottloff Karlsruhe erste Einzelausstellung, zahlreiche Messe-Präsentationen (Art Cologne, Art Frankfurt, Art Karlsruhe)
  - Badischer Kunstverein, Karlsruhe
- 1984:
  - Dibbert Galerie, Berlin
  - Galerie Heseler, München
- 1985:
  - Galerie Dr. Luise Krohn, Badenweiler
  - Schlosshofgalerie Schrade, Lindau
  - Forum Kunst Rottweil
- 1986:
  - Galerie Rottloff Karlsruhe
  - Galerie Terbrüggen, Sinsheim
- 1987:
  - Galerie Schrade, Schloss Mochental
  - Galerie Brambach, Basel/Schweiz
- 1988: Galerie Kiliansmühle, Lünen
- 1989:
  - Galerie Terbrüggen, Sinsheim
  - Frankfurter Westend Galerie, Frankfurt am Main
  - Galerie Rottloff Karlsruhe
- 1990:
  - Künstlerkreis Ortenau, „Alte Wäscherei“, Offenburg
  - Galerie Heimeshoff, Essen
- 1991:
  - Galerie Ars Novum, Freiburg
  - Galerie im Kornhauskeller, Ulm
  - Galerie Schrade, Schloss Mochental
- 1992:
  - Galerie Schrade, Schloss Mochental
  - Frankfurter Westend Galerie, Frankfurt am Main
- 1993:
  - Galerie Ars Novum, Freiburg
  - Galerie Heseler, München
- 1994:
  - Galerie Rottloff Karlsruhe
  - Galerie Schrade, Schloss Mochental
  - Galerie Heimeshoff, Essen
- 1995: Galerie von Kupsch, Langen
- 1996:
  - Museum Ostdeutsche Galerie, Regensburg[3]
  - Galerie am Stadtmuseum, Düsseldorf
  - Galerie Wild, Lahr
- 1997:
  - Frankfurter Westend Galerie, Frankfurt am Main
  - Galerie Schrade, Schloss Mochental
  - Galerie Stahlberger, Weil am Rhein
  - Städtische Galerie am Markt, Schwäbisch Hall
- 1998:
  - Galerie Peccolo, Livorno/Italien
  - Galerie Rottloff, Karlsruhe
- 1999:
  - Städtische Sammlungen Neu-Ulm[3]
  - Musik-Mal-Aktion, Karlsruhe
- 2000:
  - Galerie Stahlberger, Weil am Rhein
  - Galerie Frank Schlag & Cie., Düsseldorf
- 2001: Doktorhaus, Wallisellen/Schweiz
- 2002:
  - Frankfurter Westendgalerie, Frankfurt am Main
  - Galerie Schrade, Schloss Mochental
- 2003:
  - Galerie Frank Schlag & Cie., Essen
  - Kunstverein Bretten
- 2004:
  - ART Karlsruhe
  - Galerie Frank Schlag & Cie., Essen
- 2005: Musik-Mal-Aktion an der Hochschule für Gestaltung, Karlsruhe
- 2006:
  - Galerie Frank Schlag & CIE, mit Rolf Behm[4]
  - Galerie Rottloff Karlsruhe
- 2007:
  - Galerie Stahlberger, Weil am Rhein
  - Messehaus, Essen
  - Frankfurter Westend Galerie, Frankfurt am Main
- 2008:
  - Galerie in der Majolika-Manufaktur, mit Rolf Behm / Heiko Herrmann
  - Messehaus, Essen
- 2009: Galerie Rottloff Karlsruhe gemeinsam mit Werner Pokorny und Werner Schmidt
- 2010: LBS-Zentrale Stuttgart, mit Hanns-Christian Kaiser[5]
- 2011: Galerie Frank Schlag & Cie., Essen
- 2012: Galerie Frank Schlag & Cie. in Essen[6]
- 2012: Galerie Rottloff, Karlsruhe
- 2013: Frankfurter Westend Galerie, Frankfurt am Main
- 2014:
  - Galerie Stahlberger, Weil am Rhein
  - Stapflehus – Städtische Galerie, Weil am Rhein (mit Franz Bernhard)
  - Morat-Institut für Kunst und Kunstwissenschaft, Freiburg (mit Franz Bernhard)
  - Markgräfler Museum im Blankenhorn-Palais, Müllheim/Baden (mit Franz Bernhard)
  - Universitäts-Herzzentrum, Bad Krozingen
- 2015: Galerie Gottschick, Tübingen
- 2017: Max-Grundig-Klinik, Bühlerhöhe

- Beteiligung an den internationalen Kunstmessen:
  - ART Basel
  - ART Frankfurt
  - ART Cologne
  - ART Karlsruhe

## Gruppenausstellungen seit 1975 (Auswahl)

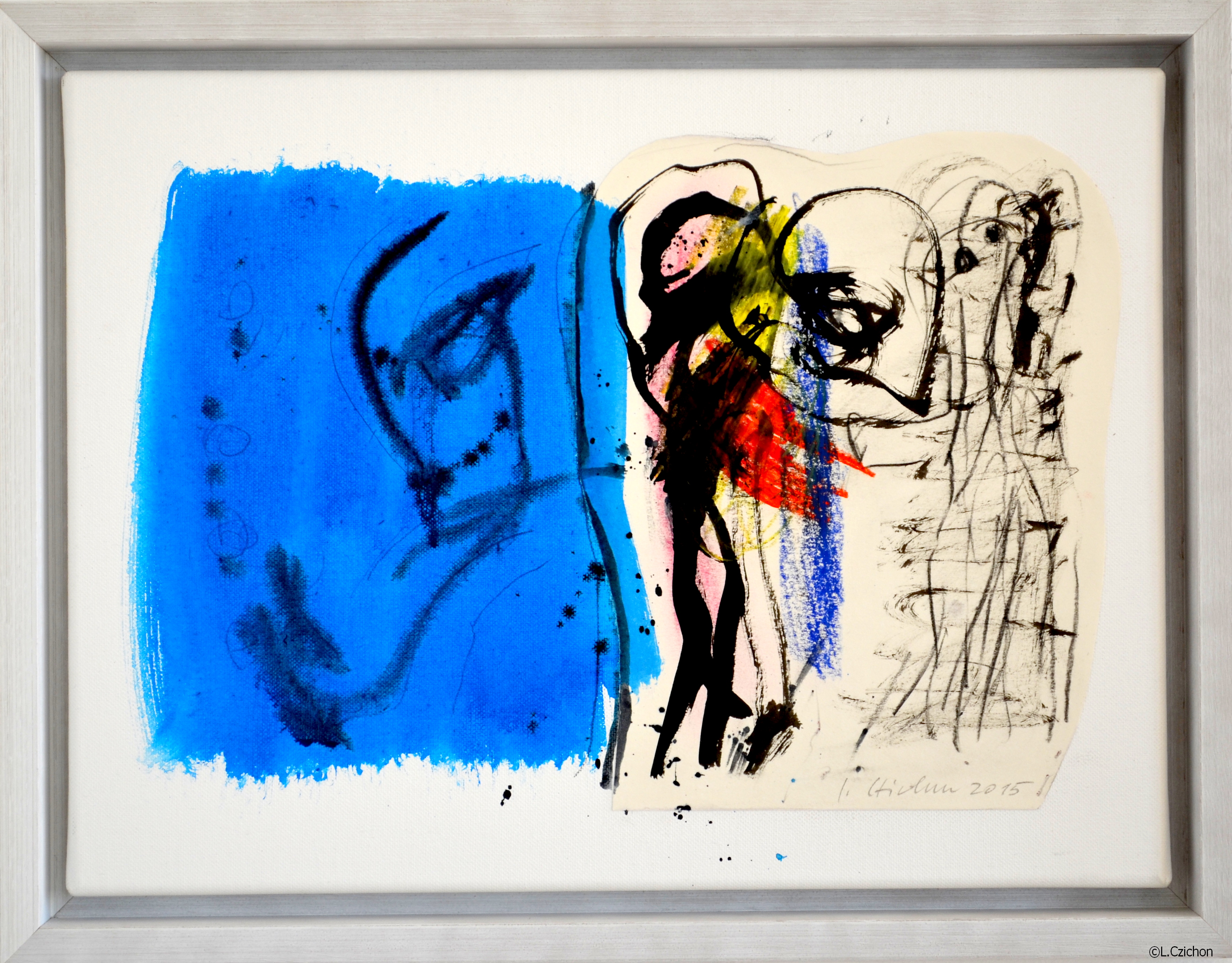
Czichon, 2015

- seit 1975: Beteiligung an den Jahresausstellungen der Neue Darmstädter Sezession
- seit 1976: Beteiligung an den Jahresausstellungen des Künstlerbundes Baden-Württemberg
- 1977:
  - Karlsruher Künstler, Badischer Kunstverein, Karlsruhe
  - Deutscher Künstlerbund, Frankfurt
- 1978: „Plastiken auf der Ziegelhütte“, Darmstadt
- 1979:
  - Große Kunstausstellung, Haus der Kunst, München
  - Karlsruher Künstler, Badischer Kunstverein, Karlsruhe
- 1980:
  - Große Kunstausstellung, Haus der Kunst, München
  - Galerie Brambach, Basel/Schweiz
  - Galerie Heseler, München
  - Städtische Galerie, Schloss Oberhausen
- 1981:
  - Galerie Heseler, München
  - Kunstverein München
  - Berlinische Galerie (Landesmuseum für Moderne Kunst, Fotografie und Architektur, Stiftung öffentlichen Rechts), Berlin
  - Kunstmuseum der Stadt Düsseldorf
  - „Neue Tendenzen der Zeichnung“, Philip Morris GmbH
  - Galerie Rotloff, Karlsruhe
  - Galerie Dr. Luise Krohn, Badenweiler
  - Galerie Valentien, Stuttgart
- 1982:
  - Galerie Heseler, München
  - „Abstraktion und Informel“, Malerei und Plastik nach 1945, Galerie Dr. Luise Krohn, Badenweiler
  - „Espace Rhénan“ '82, Chateau des Rohan, Saverne/Frankreich
  - Galerie Brambach, Basel/Schweiz
- 1983:
  - Neue Darmstädter Sezession, Mathildenhöhe Darmstadt
  - Sezessionshaus, Wien/Österreich
  - Kunstpalast, Düsseldorf
  - Deutscher Künstlerbund, Gropiusbau, Berlin
  - Forum junger Künstler, Württembergischer Kunstverein Stuttgart, Stuttgart
  - Kunsthalle Mannheim
  - Staatliche Kunsthalle, Baden-Baden
  - Kunstverein, Ludwigsburg
- 1984: Le strutture della visualità, Musei civici di Varese/Italien
- 1985:
  - Le strutture della visualità, Palazzo del nuovo Tribunale, Sondrio/Italien
  - Neue Darmstädter Sezession, Darmstadt
  - Jahrgänge 1935–1955, Villa Merken, Esslingen
- 1987: „34 Bildhauer und Maler unserer Zeit“, Schloss Schramberg, Schramberg
- 1988: Landeskunstwochen, Villingen-Schwenningen
- 1989: Landeskunstwochen, Donaueschingen
- 1990: Galerie Schrade, Schloss Mochental
- 1991:
  - „Kunst in Baden nach 1945“, Schloss Rastatt, Rastatt
  - Landeskunstwochen, Reutlingen
  - „Erwerbungen der Städtischen Galerie“, Prinz-Max-Palais, Karlsruhe
  - „Beispiele Bildender Kunst der Gegenwart“, Sammlung Kernforschungszentrum, Karlsruhe
  - Städtische Galerie im Prinz-Max-Palais, Karlsruhe
- 1992: „Spiegelbilder“, Badischer Kunstverein, Karlsruhe
- 1993:
  - „Künstler der Galerie“, Frankfurter Westend Galerie, Frankfurt am Main
  - „Kunst der Neunziger Jahre“, Badischer Kunstverein, Karlsruhe
- 1994:
  - „Etat d'art - un bout d'europe“, Galerie Lillebonne, Nancy/Frankreich
  - „20 Jahre Galerie Hilbur“, Galerie Atelier Hilbur, Karlsruhe
  - „Hommage à Herbert Kitzel“, Galerie art-contact, Karlsruhe
- 1995:
  - Premier Salon international d’Art contemporain, Strasbourg/Frankreich
  - Galerie Schrade, Schloss Mochental
  - „Bildinstallationen“, Galerie Rotloff, Karlsruhe
- 1996:
  - Heseler 11, junge Kunst, München
  - „Bildobjekte“, Galerie Rotloff, Karlsruhe
  - Premier Salon international d’Art contemporain, Strasbourg/Frankreich
  - Galerie Schrade, Schloss Mochental
- 1997:
  - Frankfurter Westend Galerie, Frankfurt am Main
  - Galerie Stahlberger, Weil am Rhein
  - Städtische Galerie am Markt, Schwäbisch Hall
  - „Künstler machen Schilder für Rottweil“, Forum Kunst, Rottweil
  - „Arbeiten auf Papier“, Galerie Rotloff, Karlsruhe
  - „Fruchthalle“, Städtische Galerie, Rastatt
  - „Ernte 97“, Galerie Schloss Mochental
- 1998:
  - Frankfurter Westend Galerie, Frankfurt am Main
  - Premier Salon international d’Art contemporain, Strasbourg/Frankreich
- 2016: „Specchio Italia: 50 Jahre - 50 Künstler / 50 artisti per 50 anni“, Frankfurter Westend Galerie, Haus der Deutsch-Italienischen Vereinigung e.V., Frankfurt am Main

## Öffentliche Aufträge

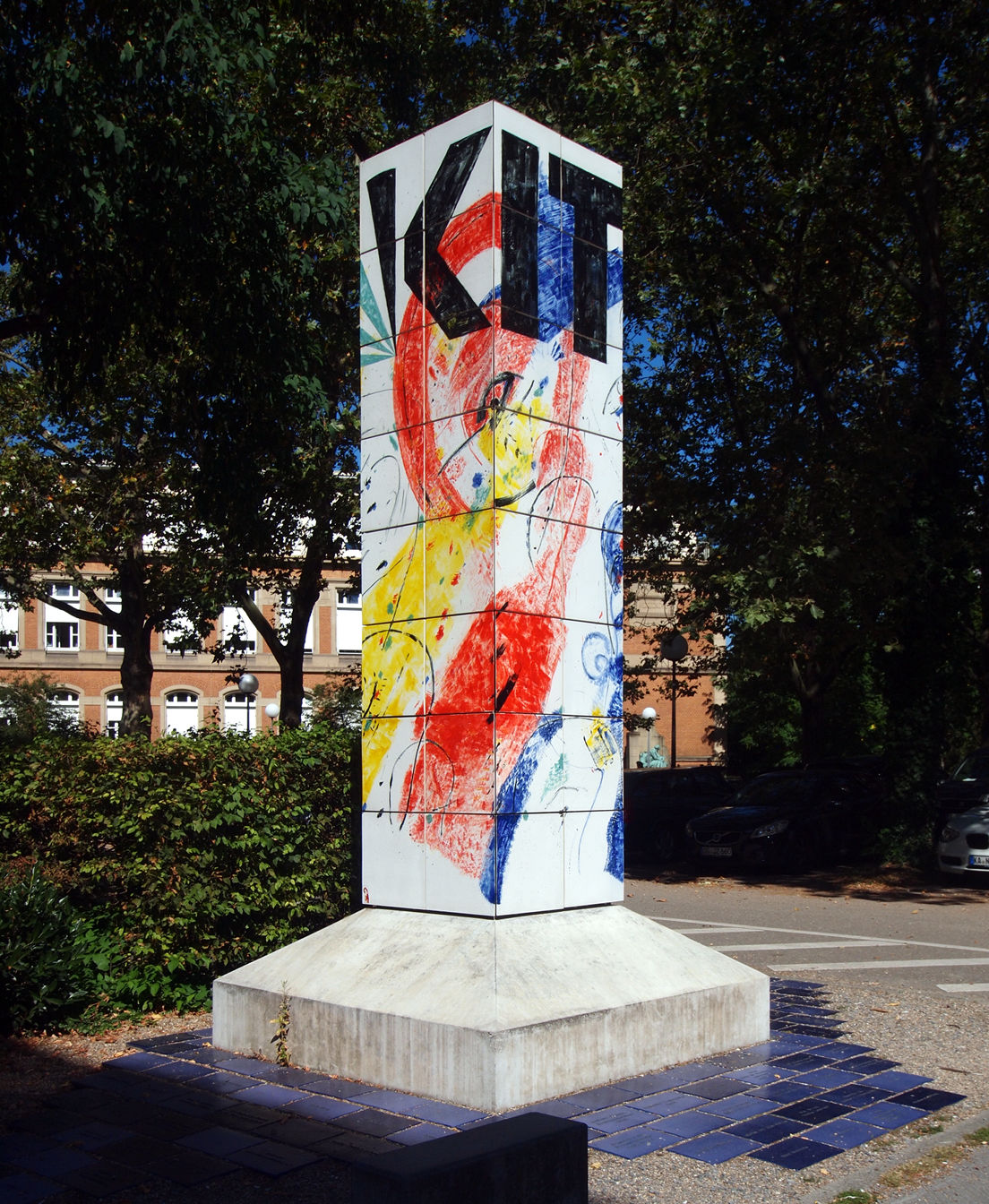
KIT Icon von Joachim Czichon auf dem Campus Süd des Karlsruher Instituts für Technologie, Stele mit Majolika-Kacheln, 2013/2014

Joachim Czichon erhielt deutschlandweit öffentliche Aufträge. Seine Werke sind in zahlreichen Firmen, Kliniken und Institutionen zu finden. Sein jüngstes Kunst-am-Bau-Projekt ist das „KIT-Icon“ auf dem Campus Süd des Karlsruher Instituts für Technologie (KIT).
- Polizeipräsidium Philipsburg
- Kopfklinik Heidelberg
- Stadthalle Frankental
- Walter Adam GmbH, Bruchsal
- Majolika-Steele mit Brunnen, Restaurant Erbprinz Ettlingen
- Badischer Gemeinde-Versicherungs-Verband (BGV), Karlsruhe
- Karlsruher Institut für Technologie (KIT), Karlsruhe

## Gestaltung der Skulptur für den Karlsruher Vortrag „Mund auf“
Seit 1983 veranstaltet die Akademie für Zahnärztliche Fortbildung Karlsruhe den jährlich stattfindenden Vortrag „Mund auf“. Bedeutende Persönlichkeiten aus Wirtschaft, Politik, Wissenschaft und Publizistik werden in diesem Rahmen mit dem „Mund auf“-Preis ausgezeichnet, welcher seit 2001 von Joachim Czichon gestaltet wird.
Preisträger:
- 2001: Ralf Dahrendorf, London
- 2002: Wolfgang Thierse, Berlin
- 2003: W. Michael Blumenthal, Berlin
- 2004: Lilija Fjodorowna Schewzowa, Moskau/Chicago
- 2005: Stephen Green, London
- 2006: Mohamed el-Baradei, Wien
- 2007: Siegfried Jaschinski, Stuttgart
- 2008: Wolfgang Schüssel, Wien
- 2009: Wangari Maathai, Nairobi
- 2010: Matthias Horx, Wien
- 2011: Philipp Rösler, Berlin
- 2012: Rafik Schami, Heidelberg
- 2013: Petros Markaris, Athen
- 2014: Bernhard Pörksen, Tübingen
- 2015: Achille Mbembe, Johannisburg
- 2016: Michael Zammit Cutajar, Malta
- 2017: Viviane Reding, Brüssel

## Gestaltung des European Legal Award
2012 wird Joachim Czichon ausgewählt den Carl-Heymann-Preis-European Legal Award zu gestalten. 2013 erhält Robert Badinter, die erstmals vergebene Auszeichnung in der Frankfurter Paulskirche.

## Porträts
- 2008: Joachim Czichon porträtiert den Präsidenten des Bundesgerichtshofs, Günter Hirsch.
- 2010: Joachim Czichon porträtiert den Generalbundesanwalt, Kay Nehm.
- 2013: Joachim Czichon porträtiert den Oberbürgermeister der Stadt Karlsruhe, Heinz Fenrich.

## Öffentliche Auftritte: Musik-Mal-Aktionen
- 1998: Galerie Schloss Mochental, „Aktion 98“
- 1999:
  - Kulturzentrum Tempel, Karlsruhe, „Sinnesbetörungen“ (mit Katalog)
  - Edwin Scharff Haus, Neu-Ulm
- 2001: Doktorhaus, Wallisellen/Schweiz
- 2004: HfG Karlsruhe, „Klangkörper-Körperklänge“ (mit Katalog)
- 2014: Zentrum für Kunst und Medien ZKM Kubus Karlsruhe

## Werke im öffentlichen Besitz
- Sammlung Lütze, Stuttgart
- Sammlung Hurrle, Durbach
- Kunstsammlung der Bausparkasse, Schwäbisch Hall
- Städtische Galerie Karlsruhe
- Sammlung Engelhorn, Meggen/Luzern
- Regierungspräsidium, Karlsruhe
- Regierungspräsidium, Reutlingen
- Regierungspräsidium, Stuttgart
- Sammlung Reinheimer, Stuttgart
- Badisches Landesmuseum, Karlsruhe
- Sammlung Landesgirokasse, Stuttgart
- Städtische Galerie, Villingen-Schwenningen
- Städtische Galerie, Rastatt
- Deutsche Bank, Essen
- Volksbank, Karlsruhe
- BB Bank, Karlsruhe
- Sammlung Messehaus, Essen
- Sammlung Forschungszentrum, Karlsruhe
- Sammlung Dr. Albrecht, Mülheim/Ruhr
- Sammlung Würth, Schwäbisch Hall